# Auriac-sur-Vendinelle
Auriac-sur-Vendinelle (okzitanisch: Auriac de Vendinèla) ist eine französische Gemeinde mit 1.080 Einwohnern (Stand: 1. Januar 2022) im Département Haute-Garonne in der Region Okzitanien (vor 2016 Midi-Pyrénées). Sie gehört zum Arrondissement Toulouse und zum Kanton Revel. Die Einwohner werden Auriacais genannt.

## Lage
Auriac-sur-Vendinelle liegt in der Kulturlandschaft des Lauragais am Ufer des namengebenden Flusses Vendinelle, im Nordosten verläuft das Flüsschen Peyrencou. Umgeben wird Auriac-sur-Vendinelle von den Nachbargemeinden La Salvetat-Lauragais im Nordwesten und Norden, Le Faget im Norden, Cuq-Toulza im Nordosten, Le Cabanial im Osten, Saint-Félix-Lauragais im Südosten, Falga im Süden, Maurens im Südwesten, Cambiac im Südwesten und Westen sowie Caraman im Westen.

## Bevölkerungsentwicklung
| Jahr                       | 1962 | 1968 | 1975 | 1982 | 1990 | 1999 | 2006 | 2013 | 2020 |
| Einwohner                  | 955  | 939  | 849  | 910  | 976  | 958  | 988  | 991  | 1062 |
| Quellen: Cassini und INSEE |      |      |      |      |      |      |      |      |      |

## Sehenswürdigkeiten
- Kirche Sainte-Madeleine aus dem 11. Jahrhundert
- Kirche Notre-Dame in Noumerens, seit 1975 Monument historique
- Haus Sarda, seit 1927 Monument historique
- ehemalige Markthalle

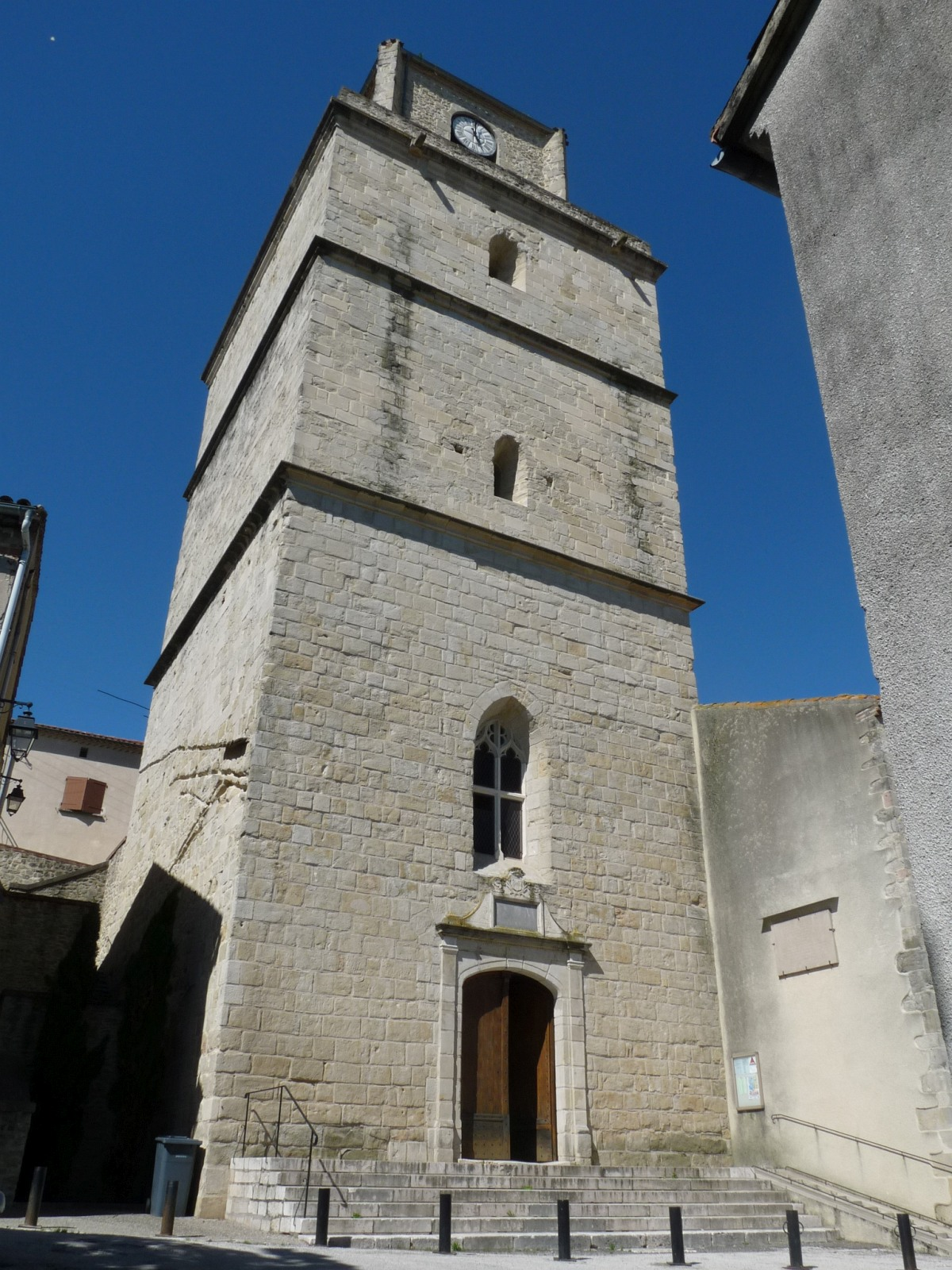
Kirche Sainte-Madeleine
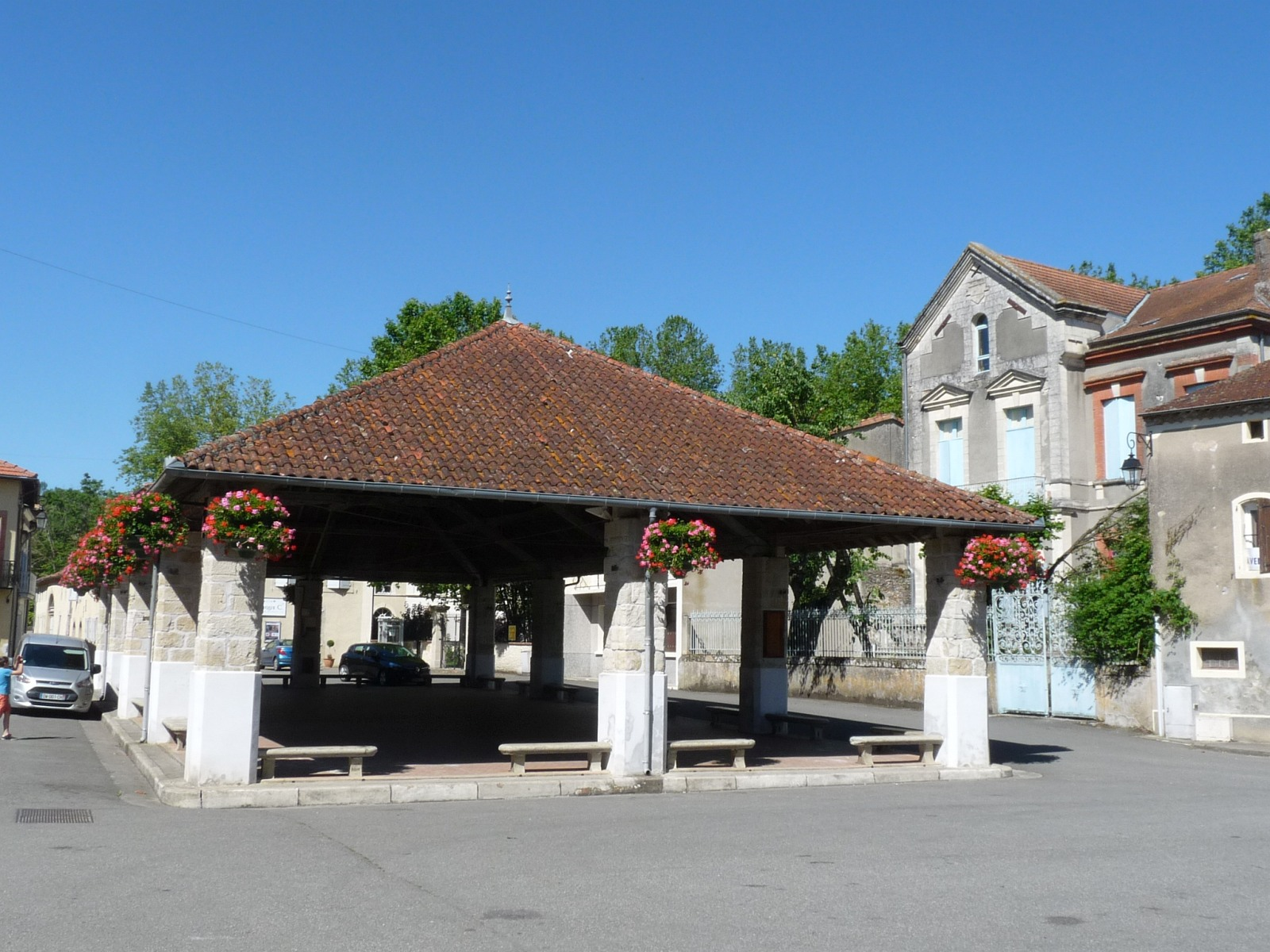
Ehemalige Markthalle